# Sapo-parteiro
Sapos-parteiro (Alytes) são um género de rãs da família Discoglossidae, e podem ser encontradas na maior parte da Europa e noroeste de África. Os cuidados parentais deste género é característico: os machos carregam um fio de ovos fertilizados nas suas costas, daí o nome "parteiro". A fêmea expela uma fila de ovos, que o macho fertiliza externamente. Ele depois enrola-os à volta das suas pernas para protegê-los de predadores na água. Quando estão prontos a eclodir, o macho nada até águas rasas, onde permite que os girinos saltem fora dos ovos. Podem-se encontrar cinco espécies diferentes de sapos-parteiro na Europa ocidental, norte de África e Maiorca.
Apoptose, morte celular programada, foi primeiro observada em girinos de sapos-parteiros em desenvolvimento por Carl Vogt em 1842.

## Descrição
Cinco espécies diferentes de sapo-parteiro são encontrados na Europa Ocidental, Norte de África e Maiorca. Animais nocturnos e tímidos, revelam a sua presença pelo chamamento. Durante o dia os sapos-parteiros escondem-se debaixo de pedras e troncos ou túneis subterrâneos. Escondem-se frequentemente em solo seco e arenoso, que é mais fácil de escavar usando as patas anteriores e o focinho. Emerge durante o crepúsculo para procurar comida, mas regressa sempre ao mesmo esconderijo antes da alvorada. Durante o inverno, o sapo-parteiro-comum hiberna no seu buraco ou numa toca que tenha sido abandonada por um animal pequeno. Ao contrário da língua de muitos anfíbios, a língua dos sapos-parteiros é redonda e achatada. O nome da família, Discoglossidae, significa "língua redonda".

## Distribuição
Este género distribui-se pela Europa Ocidental, Norte de África e Maiorca. Em partes da França, vivem em dunas arenosas perto do mar, partilhando o habitat com o Sapo-corredor. Nos Pirenéus, podem ser encontrados dos 1 500 aos 1 800 metros em áreas como no Massif du Néouvielle.

## Alimentação
O sapo-parteiro anda à volta da área perto do seu esconderijo durante a noite à procura de comida. O sapo usa a ponta da sua língua comprida e pegajosa para apanhar presas, que incluem escaravelhos, grilos, moscas, lagartas, centípedes e milípedes. Girinos alimentam-se de matéria vegetal. Mastigam com dentes pequenos e pontiagudos. Sapos juvenis comem o mesmo tipo de presas que os adultos, mas mais pequenas.

## Defesas
As costas do sapo-parteiro está coberto com pequenas verrugas. Estas verrugas libertam um cheiro venenoso forte quando tocam ou atacam o sapo. O veneno é tão poderoso que o sapo tem poucos inimigos ou predadores. O veneno também ajuda a manter o fio de ovos nas costas livre de ataques. Os girinos não possuem o veneno, e por isso são predados por peixes e insectos.

### Adaptações
O sapo-parteiro-de-maiorca (Alytes mulletensis) adaptou-se às condições árduas e secas da ilha espanhola. Só é encontrada nas montanhas do norte. O seu corpo evoluiu para se tornar mais achatado, o que permite ao sapo caber em ranhuras estreitas nas rochas do seu habitat. A única humidade disponível é em pequenas poças cheias de água da chuva. Os girinos nas e desenvolvem-se nestas poças. Fósseis desta espécie também foram encontrados na Europa.

## Espécies
| Nome científico e autor                           | Nome vulgar              | Imagem |
| ------------------------------------------------- | ------------------------ | ------ |
| Alytes cisternasii (Boscá, 1879)                  | Sapo-parteiro-ibérico    |        |
| Alytes dickhilleni (Arntzen & García Paris, 1995) | Sapo-parteiro-bético     |        |
| Alytes maurus (Pasteur & Bons, 1962)              |                          |        |
| Alytes muletensis (Sanchiz & Adrover, 1979)       | Sapo-parteiro-de-maiorca |        |
| Alytes obstetricans (Laurenti, 1768)              | Sapo-parteiro-comum      |        |